# Миргородщина
Миргоро́дщина —  село в Україні, у Козельщинській селищній громаді Кременчуцького району Полтавської області. Населення становить 120 осіб. До 2017 орган місцевого самоврядування — Рибалківська сільська рада.

## Географія
Село Миргородщина знаходиться на відстані 1 км від сіл Майорщина та Рибалки. Поруч проходить автомобільна дорога М22 (E577).

## Населення

### Мова
Розподіл населення за рідною мовою за даними перепису 2001 року:
| Мова       | Кількість | Відсоток |
| ---------- | --------- | -------- |
| українська | 112       | 93.33%   |
| російська  | 8         | 6.67%    |
| Усього     | 120       | 100%     |

## Історія
12 червня 2020 року, відповідно до розпорядження Кабінету Міністрів України № 721-р «Про визначення адміністративних центрів та затвердження територій територіальних громад Полтавської області», село увійшло до складу Козельщинської селищної громади.
19 липня 2020 року, в результаті адміністративно - територіальної реформи та ліквідації Козельщинського району, село увійшло до складу новоутвореного Кременчуцького району.